# Воля-Любожицька
Воля-Любожицька (пол. Wola Luborzycka) — село в Польщі, у гміні Коцмижув-Любожиця Краківського повіту Малопольського воєводства.
Населення — 283 особи (2011).
У 1975-1998 роках село належало до Краківського воєводства.

## Демографія
Демографічна структура станом на 31 березня 2011 року:
|          | Загалом | Допрацездатний вік | Працездатний вік | Постпрацездатний вік |
| -------- | ------- | ------------------ | ---------------- | -------------------- |
| Чоловіки | 145     | 40                 | 90               | 15                   |
| Жінки    | 138     | 28                 | 84               | 26                   |
| Разом    | 283     | 68                 | 174              | 41                   |